# Спитакское землетрясение
Спита́кское землетрясе́ние 1988 года (арм. Սպիտակի երկրաշարժ), также известное как Ленинака́нское землетрясение (арм. Լենինականի երկրաշարժ) — катастрофическое землетрясение магнитудой 6,8, произошедшее 7 декабря 1988 года в 11 часов 41 минуту по ереванскому времени на северо-западе Армянской ССР.

## Сейсмическая активность
Мощные подземные толчки за полминуты разрушили почти всю северную часть республики, охватив территорию с населением около 1 млн человек. В эпицентре землетрясения — Спитаке — интенсивность толчков достигла 10, в Ленинакане — 9, в Кировакане — 8 баллов (по 12-балльной шкале MSK-64). Значительная часть республики подверглась землетрясению в 6 баллов, подземные толчки ощущались в Ереване и Тбилиси.
Афтершоки распространились на глубину до 110 км.

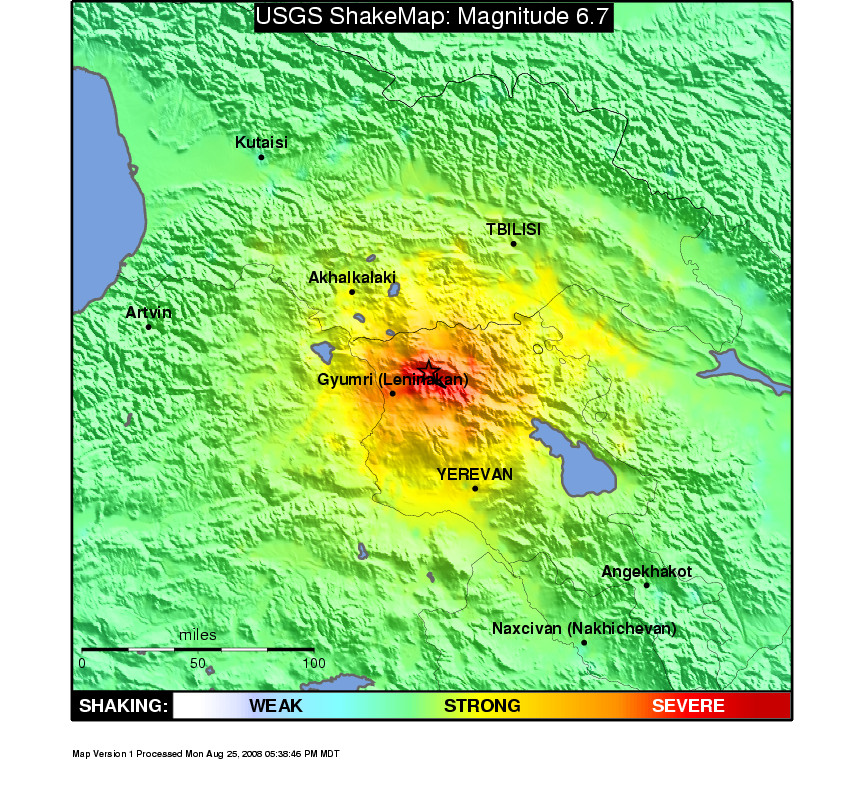
Распределение интенсивности землетрясения по Армении

## Спасательные и восстановительные работы

### Первые спасательные работы
В 11 часов по московскому времени в Ленинакане по тревоге подняты все пожарные команды. Огонь удалось погасить на нефтебазе и в районе текстильного комбината.
Ереванский горком партии и райкомы города мобилизовали 12 тысяч человек и отправили их в пять наиболее пострадавших точек. Туда же прибыли сотни кранов, бульдозеров, экскаваторов, автомашин.
Во второй половине дня 7 декабря более 100 автомашин, гружённых медикаментами, строительными материалами, пятью тысячами палаток, направились из Грузии в Армению.
В первые часы после катастрофы на помощь пострадавшим пришли подразделения Вооружённых сил СССР, а также Пограничных войск КГБ СССР. Из Москвы в Армению в тот же день вылетела бригада из 98 высококвалифицированных медиков и военно-полевых хирургов во главе с министром здравоохранения СССР Евгением Чазовым.

Спасательные работы и медицинская помощь пострадавшим проводились зимой в горной местности (высота около 1400 м над уровнем моря). В течение 10—12 дней по нескольку раз в сутки продолжались сейсмические толчки силой от 3,5 до 5 баллов. Колебания температуры воздуха составляли от +5 до −12 ºС. Периодически отмечались осадки в виде мокрого снега и дождя, сопровождаемые порывистым ветром. Горная местность Спитакского района, ограниченное число автомобильных дорог, часть из которых была разрушена, автомобильные пробки делали эвакуацию пострадавших автомобильным транспортом в первые 10 дней невозможной. Эвакуация вертолётами была возможна лишь в светлое время суток. Это потребовало развёртывания отапливаемых палаток для временной госпитализации, запасов белья, продуктов питания, дополнительного запаса медикаментов.
- Ситуация на подъездной автодороге

### Восстановительные работы
Комиссию по ликвидации последствий трагедии с 8 по 17 декабря по поручению Генерального Секретаря ЦК КПСС М. С. Горбачёва возглавил председатель Совета Министров СССР Николай Рыжков.
Центральное управление министров ЦК[прояснить] в Ереван прибыло только на четвёртые сутки после толчков.
Оказание помощи населению осложнялось тем, что в пострадавших городах оказались разрушены медицинские учреждения. Так, например, в городе Спитак раненых свозили на городской стадион «Базум», где и оказывали медицинскую помощь. За несколько дней в республике было развёрнуто 50 тысяч палаток и 200 полевых кухонь. Всего в спасательных работах, помимо добровольцев, принимали участие свыше 20 тысяч солдат и офицеров, на расчистке завалов использовалось более трёх тысяч единиц военной техники. По всему СССР активно проводился сбор гуманитарной помощи.
Ряд государств развернули в зоне бедствия полевые госпитали, в которых медицинскую помощь получили более 1,2 тысячи пострадавших. Так Норвегия развернула два госпиталя; Франция, Германия, Швеция, Финляндия, Куба, Афганистан — по одному.
В восстановлении разрушенных районов приняли участие все республики СССР и 111 зарубежных стран, включая Израиль, Бельгию, Великобританию, Италию, Ливан, Норвегию, Францию, ФРГ, Японию, Китай и Швейцарию, оказали помощь, предоставив спасательное оборудование, специалистов, продукты и медикаменты.

На восстановительные работы были мобилизованы материальные, финансовые и трудовые возможности СССР. Приехали 45 тысяч строителей из всех союзных республик. После распада СССР союзная программа восстановительных работ была прекращена.

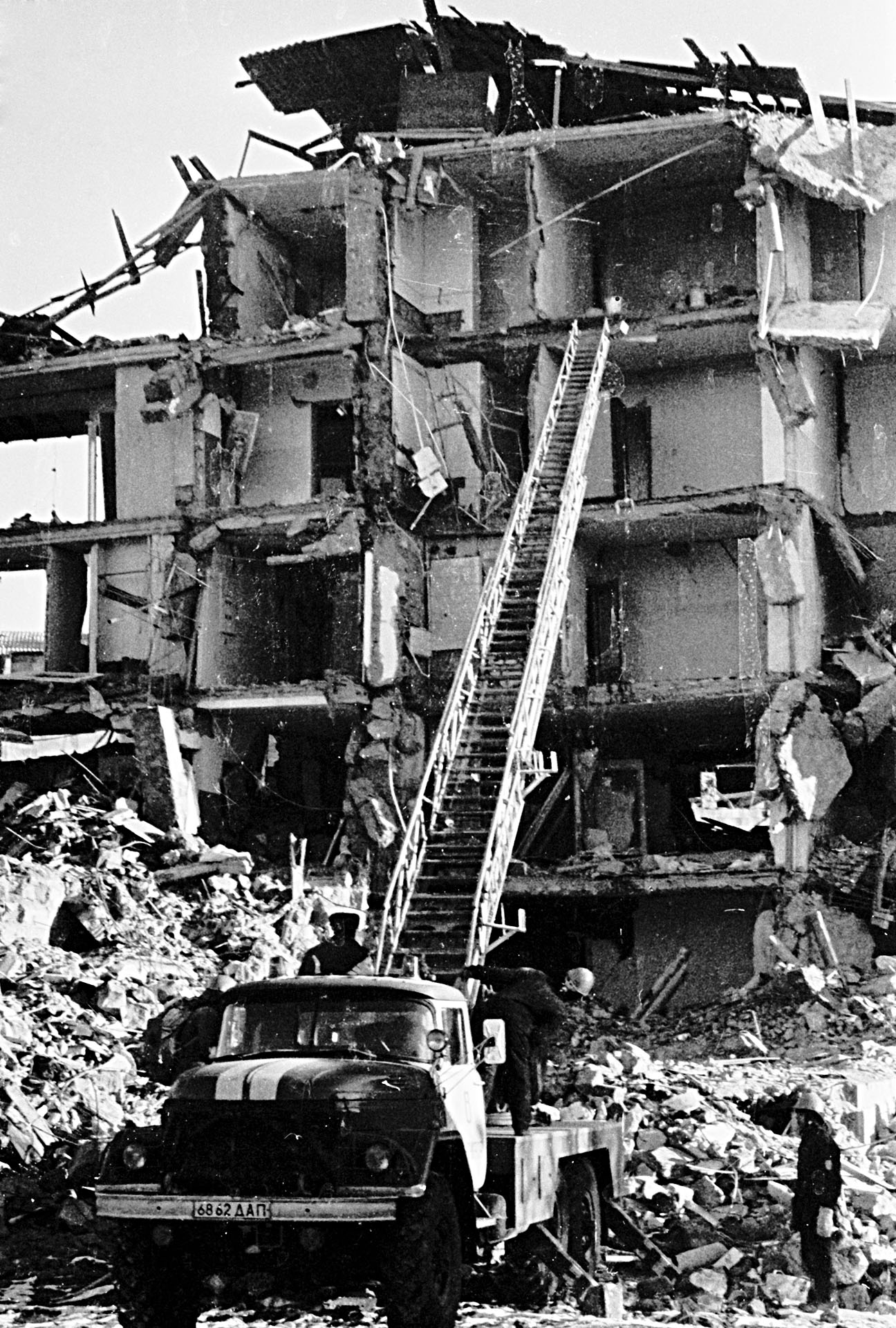
Пожарные и добровольцы спасают имущество из разрушенного дома
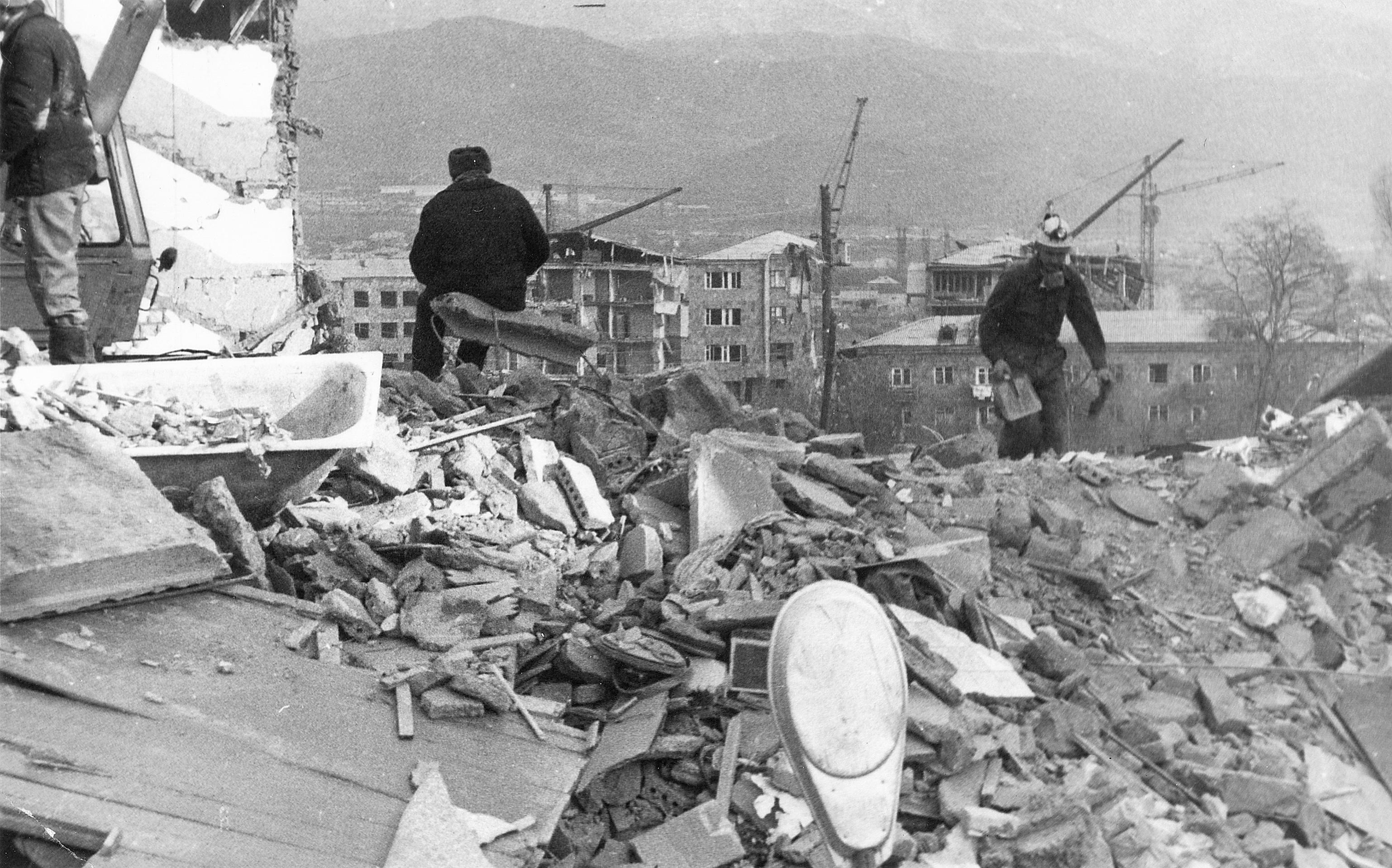
Спасательные работы
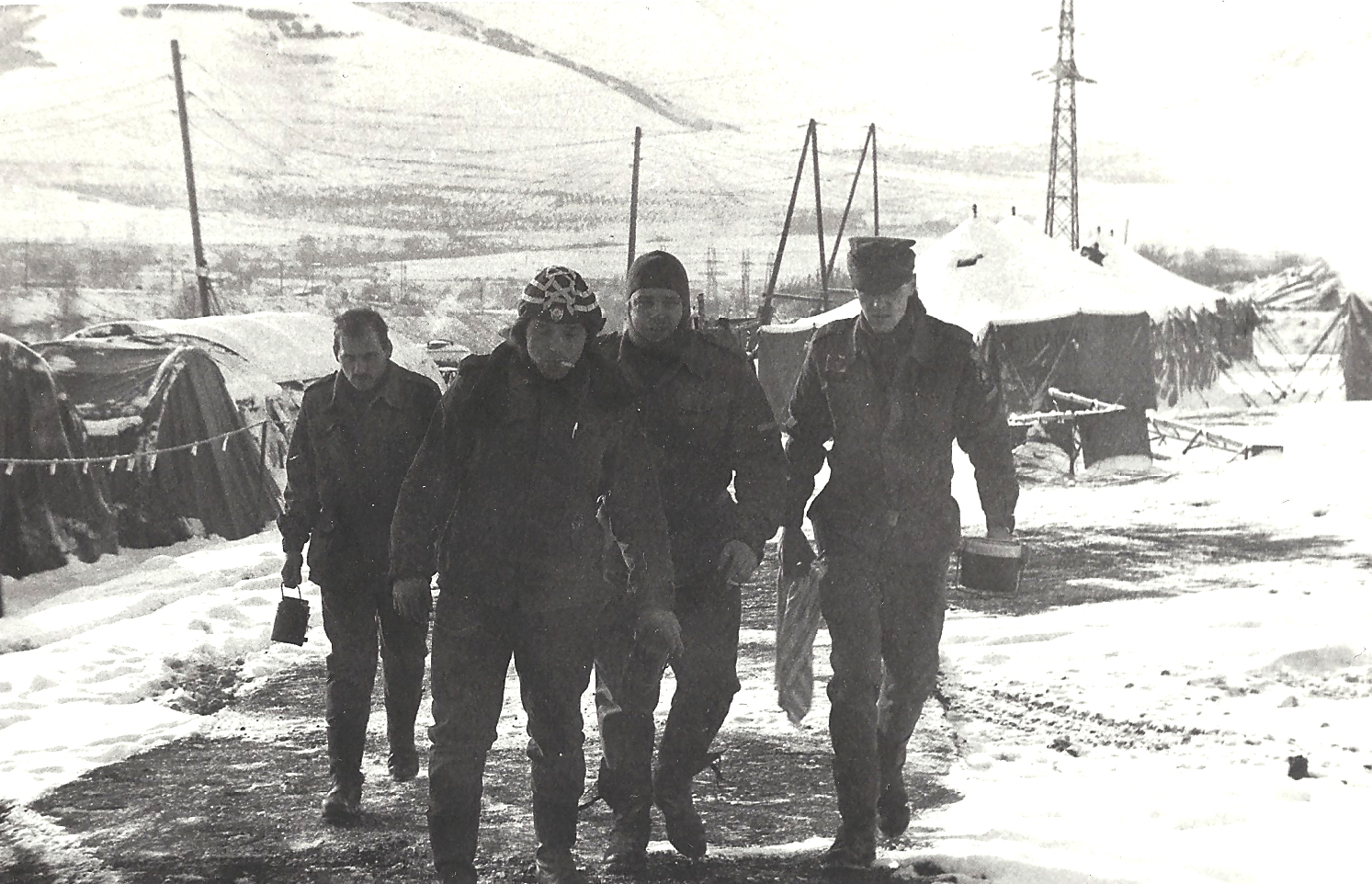
Польские спасатели, участвовавшие в спасательной операции после землетрясения в Армении
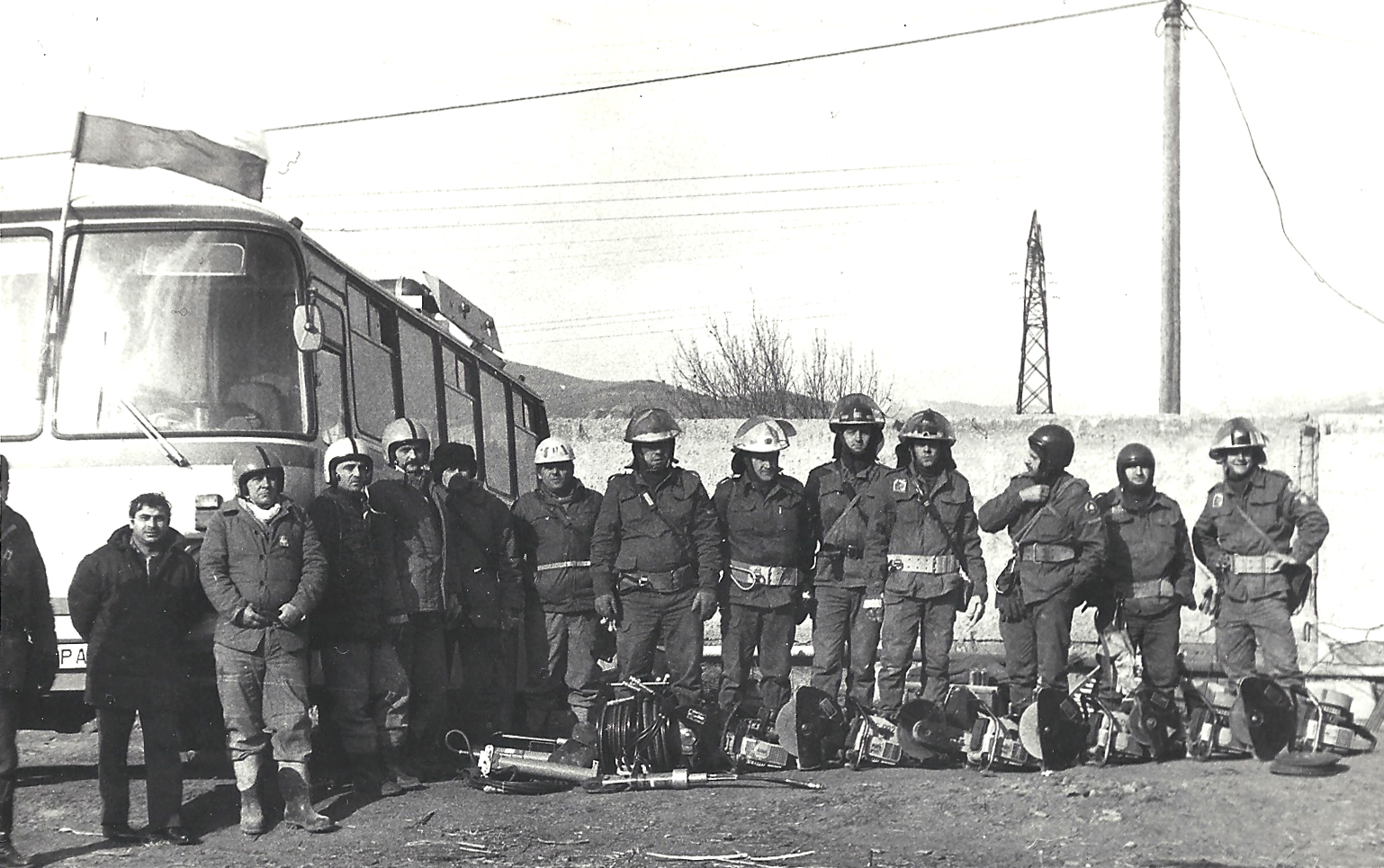
Польские спасатели
- Уборка обломков после землетрясения в Спитаке
- Люди на фоне обломков после землетрясения
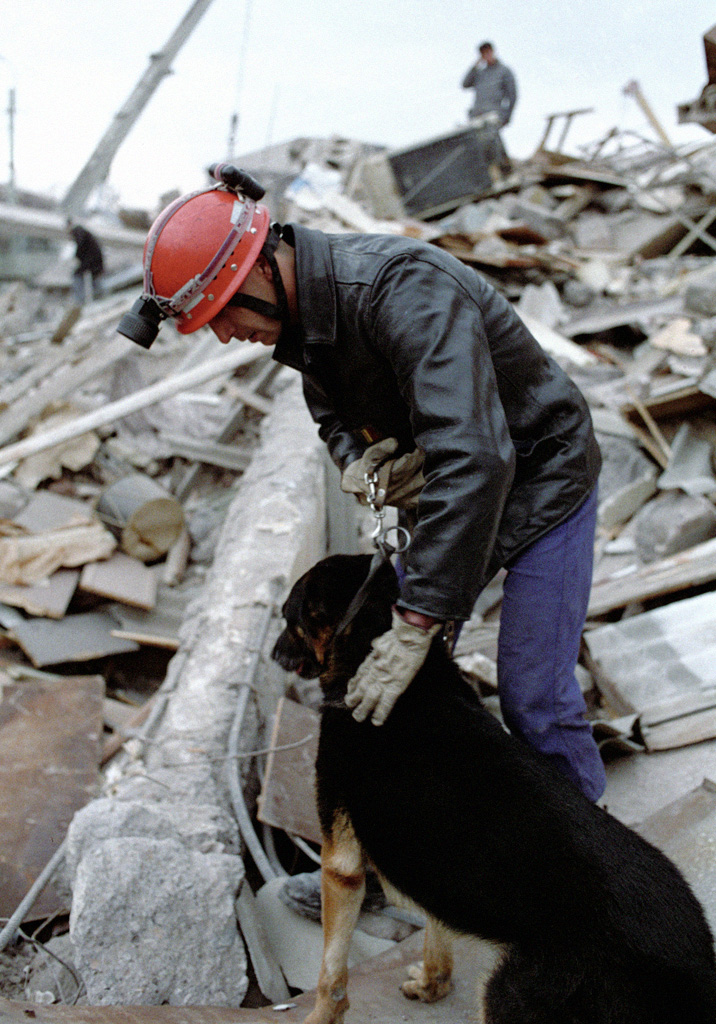
Французский спасатель с собакой ищет людей под руинами зданий, разрушенных в результате сильнейшего землетрясения. Ленинакан. РИАН.

### Происшествия
При доставке помощи разбились югославский и советский самолёты. Югославский самолёт Ан-12 вылетел из Анкары с грузом медикаментов, при подлёте к Еревану отклонился от схемы захода и столкнулся с автодорожным мостом. Советским самолётом был Ил-76 номер СССР-86732 из полка военно-транспортной авиации, расквартированного в городе Паневежис (Литовская ССР), вылетевший из Азербайджана. Причиной катастрофы стала неправильная установка давления на эшелоне перехода, в результате чего самолёт врезался в гору. Погибли 9 членов экипажа и 63 военнослужащих, призванных из запаса для ликвидации последствий Спитакского землетрясения.

## Реакция
Генеральный секретарь ЦК КПСС М. С. Горбачёв, находившийся в тот момент с визитом в США, прервал визит и 10 декабря прибыл в Ленинакан. Кроме того, советский лидер практически сразу запросил гуманитарную помощь у мирового сообщества.
10 декабря 1988 года было объявлено в СССР днём траура.
По республиканскому телевидению с обращением выступил Верховный Патриарх и Католикос всех армян Вазген I.

## Последствия
Музыкант-авангардист Пьер Шеффер возглавил французскую спасательную команду из 498 человек, которые искали выживших в Ленинакане, и работал там до тех пор, пока весь иностранный персонал не попросили уехать после того, как был сформулирован план сноса того, что осталось от руин. Общее количество добровольцев-спасателей в Ленинакане составило 2000 человек, с командами из Австрии, Канады, Швейцарии, США, Польши и Югославии. Николай Рыжков, тогдашний председатель Совета министров, был удостоен звания Национального героя Армении за его работу по восстановлению города после землетрясения.
Группа французских музыкантов и актёров собралась вместе с французским писателем и композитором Шарлем Азнавуром, чтобы записать песню 1989 года «Pour toi Arménie» (Для тебя, Армения). Азнавур вместе с армяно-французским композитором Жоржем Гарваренцем создал фонд под названием «Азнавур для Армении» и написал песню как призыв к помощи армянам. От создания песни до завершения работы над диском прошло шесть недель, и, когда было продано почти два миллиона копий, фонд смог построить 47 школ и три детских дома для жертв катастрофы.
Землетрясение вывело из строя около 40 % промышленного потенциала Армянской ССР. До основания был разрушен город Спитак и 58 сёл; частично разрушены города Ленинакан (ныне Гюмри), Степанаван, Кировакан (ныне Ванадзор) — всего 21 город, и ещё более 300 населённых пунктов. Ущерб составил $34,6 млрд. в ценах 2022 года.
В результате землетрясения погибло, по меньшей мере, 25 тысяч человек (по другим данным, 45 тысяч), 140 тысяч стали инвалидами, 514 тысяч человек остались без крова. В общей сложности, землетрясение охватило около 40 % территории Армении.
Были разрушены или пришли в аварийное состояние общеобразовательные школы на 210 тысяч ученических мест, детские сады на 42 тысячи мест, 416 объектов здравоохранения, 2 театра, 14 музеев, 391 библиотека, 42 кинотеатра, 349 клубов и домов культуры. Было выведено из строя 600 километров автодорог, 10 километров железнодорожных путей, полностью или частично разрушено 230 промышленных предприятий.
В феврале-марте 1989 года по соображениям безопасности была закрыта Армянская АЭС, оборудование её первого энергоблока было необратимо испорчено в ходе вывода из эксплуатации, а второй перезапущен только в 1995 году.

Выводы и уроки, опыт проведения аварийно-спасательных и аварийно-восстановительных работ при ликвидации медико-санитарных последствий этого катастрофического землетрясения показали необходимость международных договорённостей по оказанию помощи пострадавшему населению, по разработке чётких правил координации действий медицинских и спасательных формирований.
События дали толчок созданию в Армении и других республиках СССР квалифицированной и разветвлённой системы предупреждения и ликвидации последствий различных чрезвычайных ситуаций. В 1989 году была образована Государственная комиссия Совета министров СССР по чрезвычайным ситуациям, а после 1991 года — МЧС России.

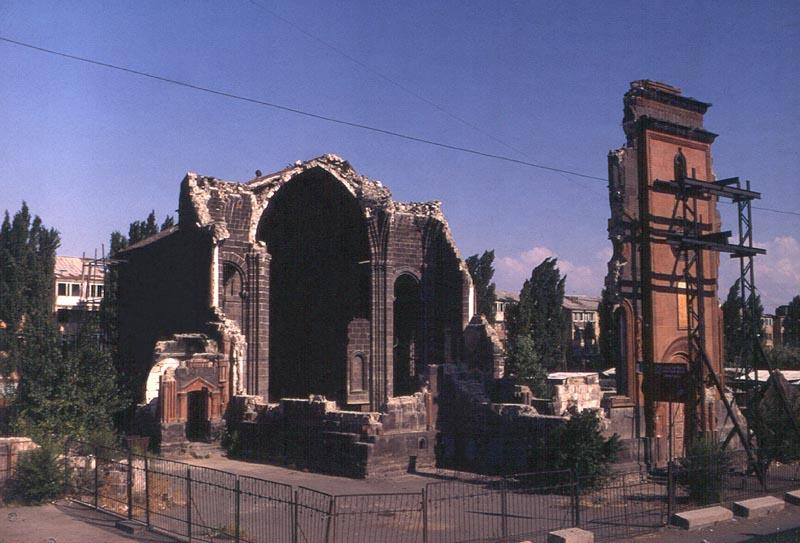
Церковь Святого Спасителя в Гюмри после землетрясения
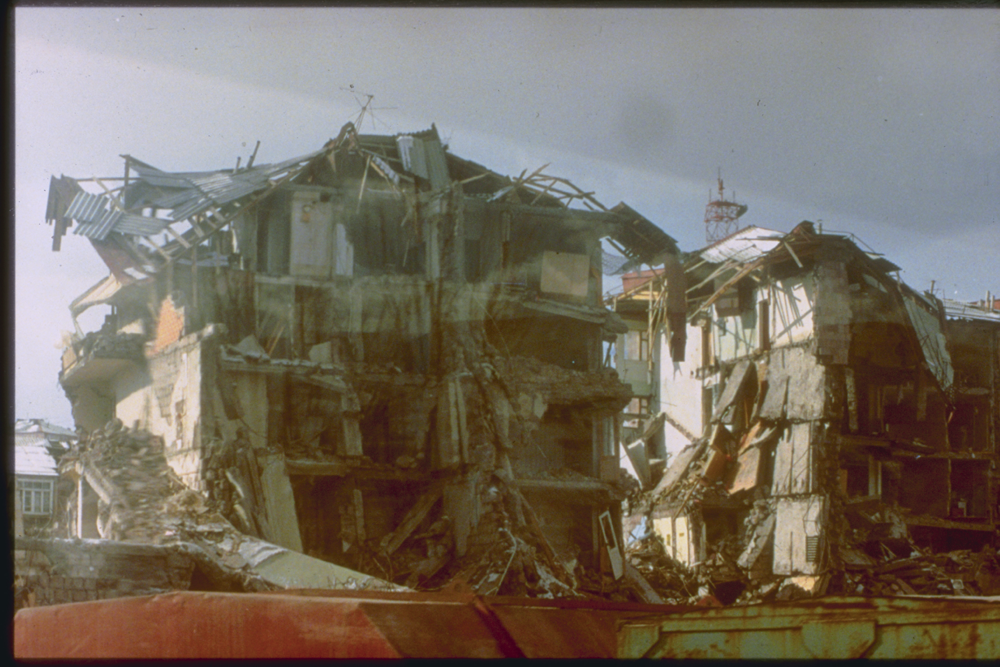
Частичный обвал каменного здания в Спитаке
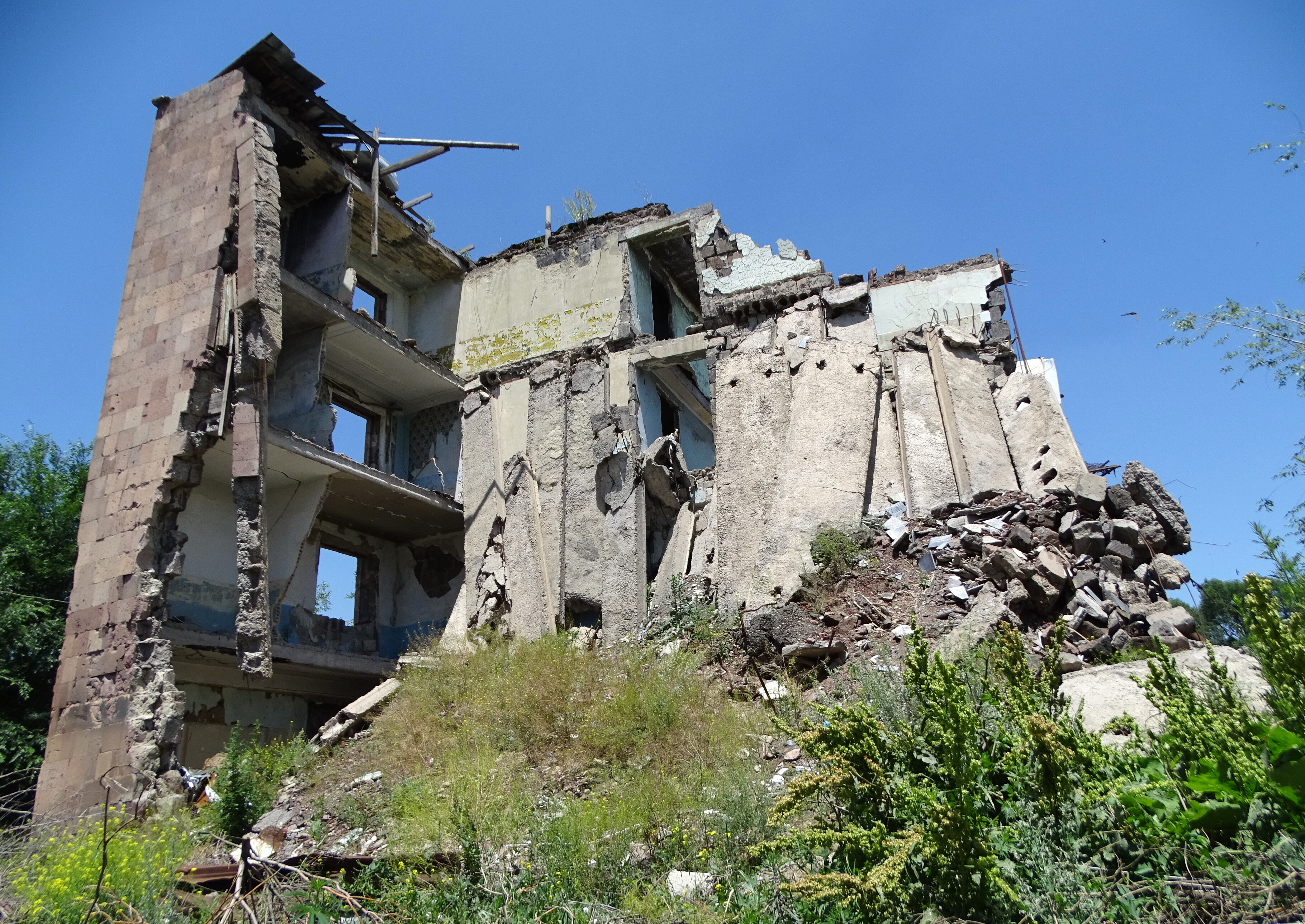
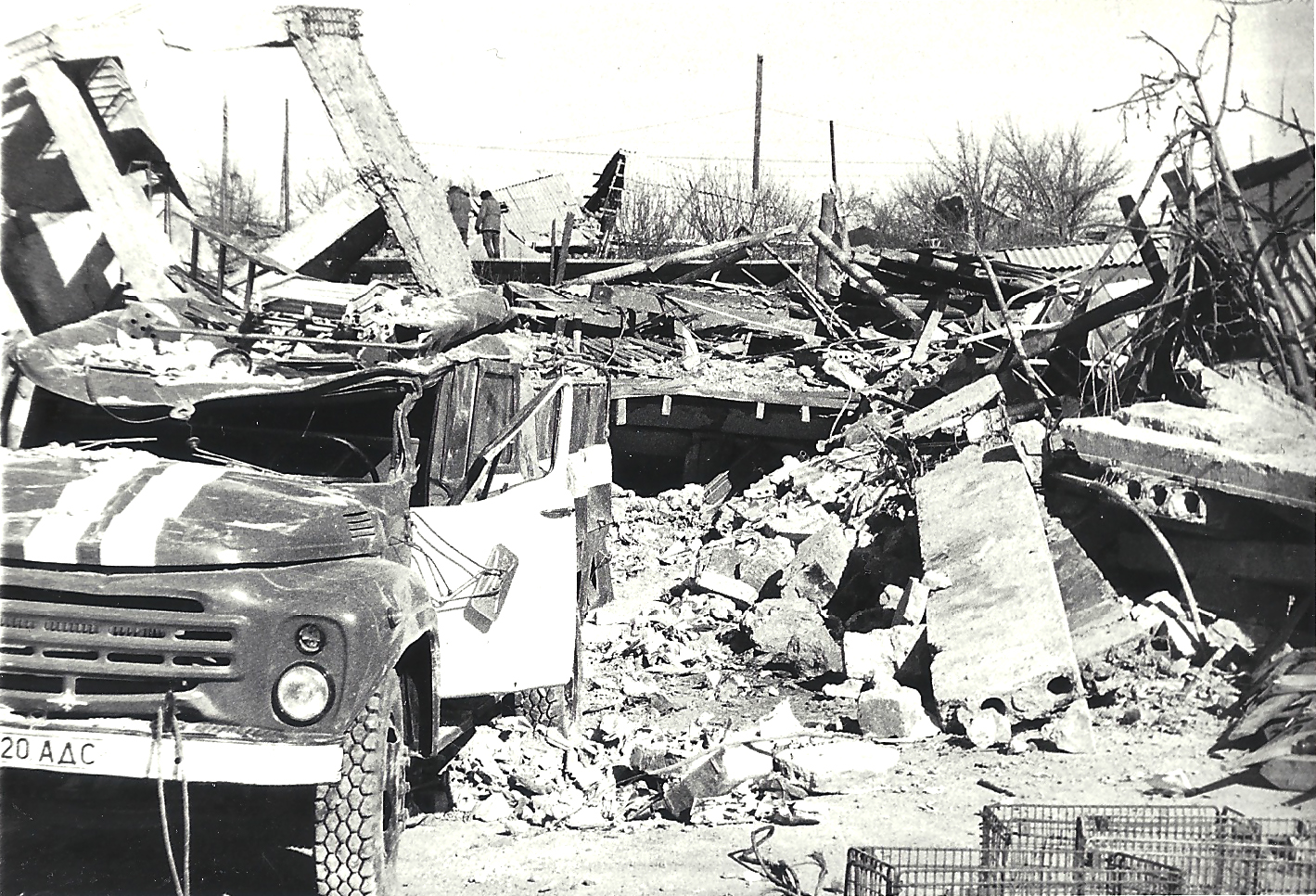
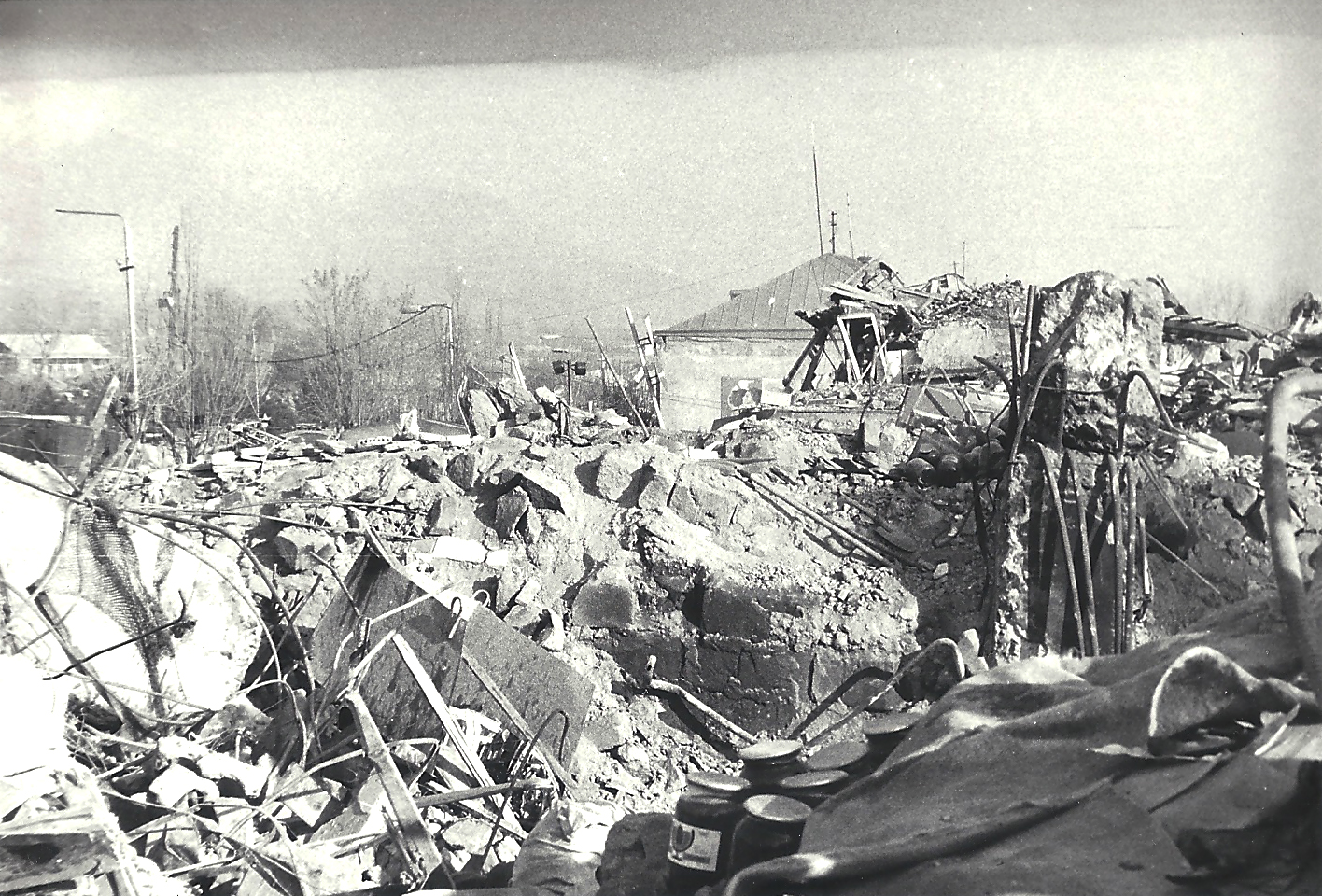
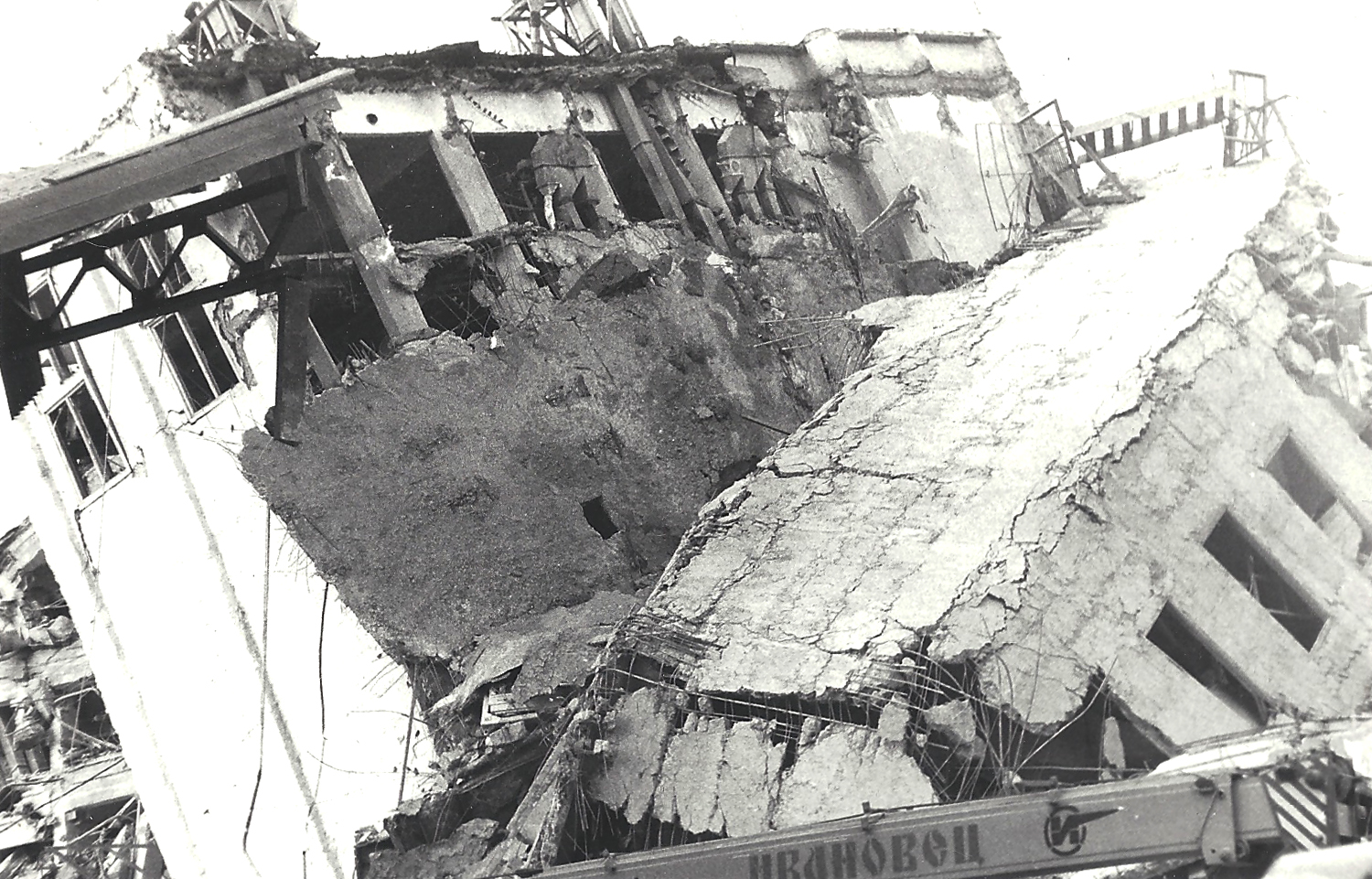

## Оценки и мнения
Катастрофические последствия Спитакского землетрясения были обусловлены рядом причин: недооценкой сейсмической опасности региона, несовершенством нормативных документов по сейсмостойкому строительству, недостаточной подготовленностью спасательных служб, неоперативностью медицинской помощи, а также низким качеством строительства.
Н. В. Шебалин, заведующий лабораторией сильных землетрясений Института физики Земли АН СССР:
Эта катастрофа потрясла не только всю толщу земной коры, но и всю толщу нашего общества. Рухнуло все, что прогнило: неоправданно оптимистическая схема сейсмического районирования Армении и намеренно удешевлённые конструкции многоэтажных зданий, зарегулированная система гражданской обороны и беспомощная система местной администрации… Свой крест, свою вину будем нести мы, члены редакционной коллегии Карты сейсмического районирования СССР, допустившие то, что на Кавказе были приняты заниженные оценки сейсмической опасности.

## Память
- 7 декабря официально отмечается в Армении как День памяти жертв землетрясения.
- В 1989 году в Советском Союзе выпущена монета номиналом 3 рубля, посвящённая годовщине землетрясения.
- В 2018 году «Российским союзом спасателей» выпущена памятная медаль «Участник ликвидации последствий землетрясения Армения 1988 г.».
- Pour toi Arménie — песня, написанная в 1989 году Шарлем Азнавуром и Жоржем Гарваренцом.
- 7 декабря 2008 года в центре Гюмри (Ленинакан) был открыт памятник, посвящённый событиям 1988 года. Отлитый на собранные общественные средства, он назван «Жертвам безвинным, сердцам милосердным»[3].
- Был выпущен благотворительный музыкальный альбом Rock Aid Armenia в поддержку пострадавших в Спитакском землетрясении.
- В городе Спитак, на холме кладбища, где похоронены жертвы землетрясения, построена церковь из металла.
- 14 января 1989 года в Дании прошёл благотворительный фестиваль «Next Stop Sovjet» средства с которой шли на поддержку пострадавшим, при землетрясении в Армении. Также на данном фестивале участие приняла группа «Кино» и Виктор Цой.

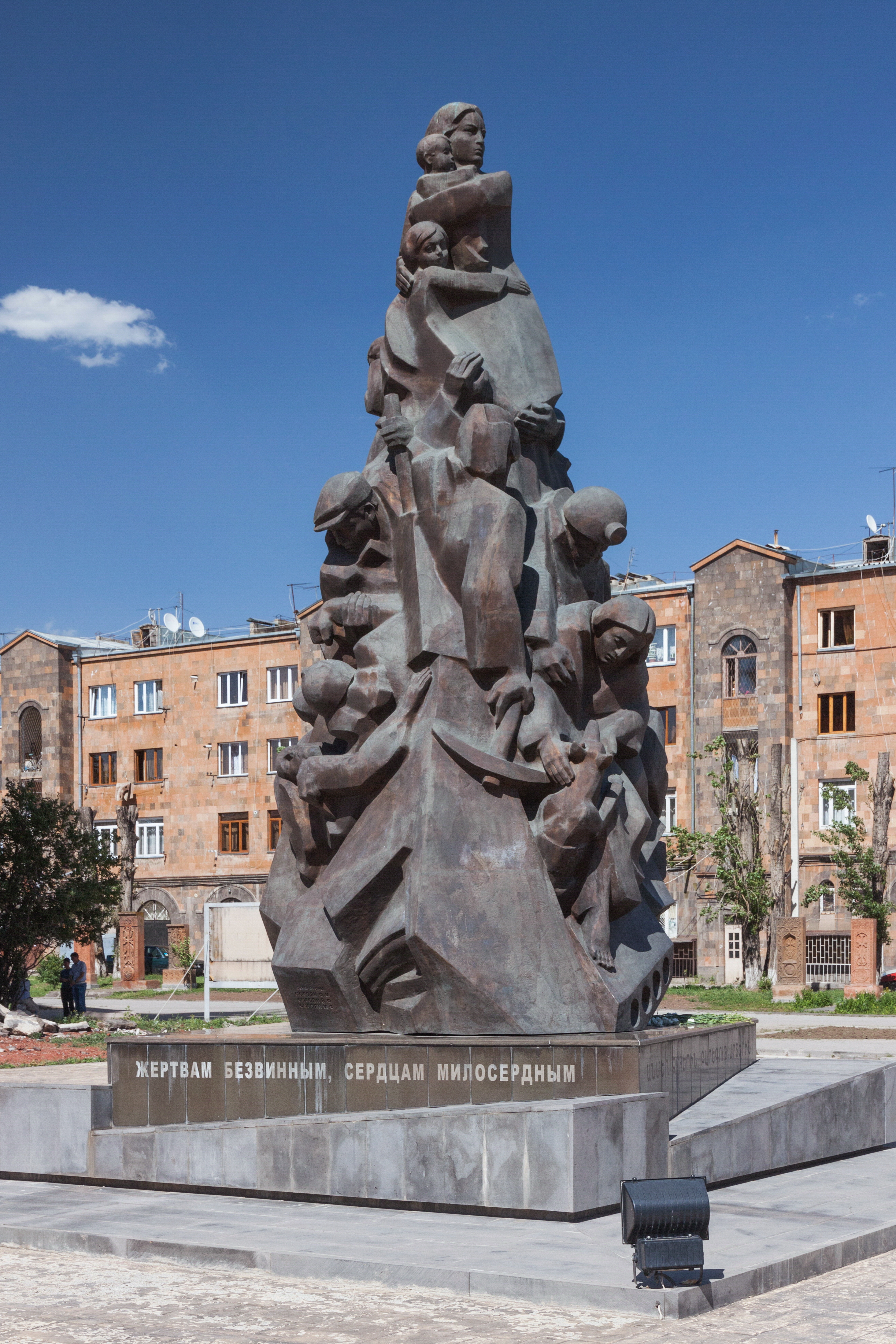
Мемориал в Гюмри
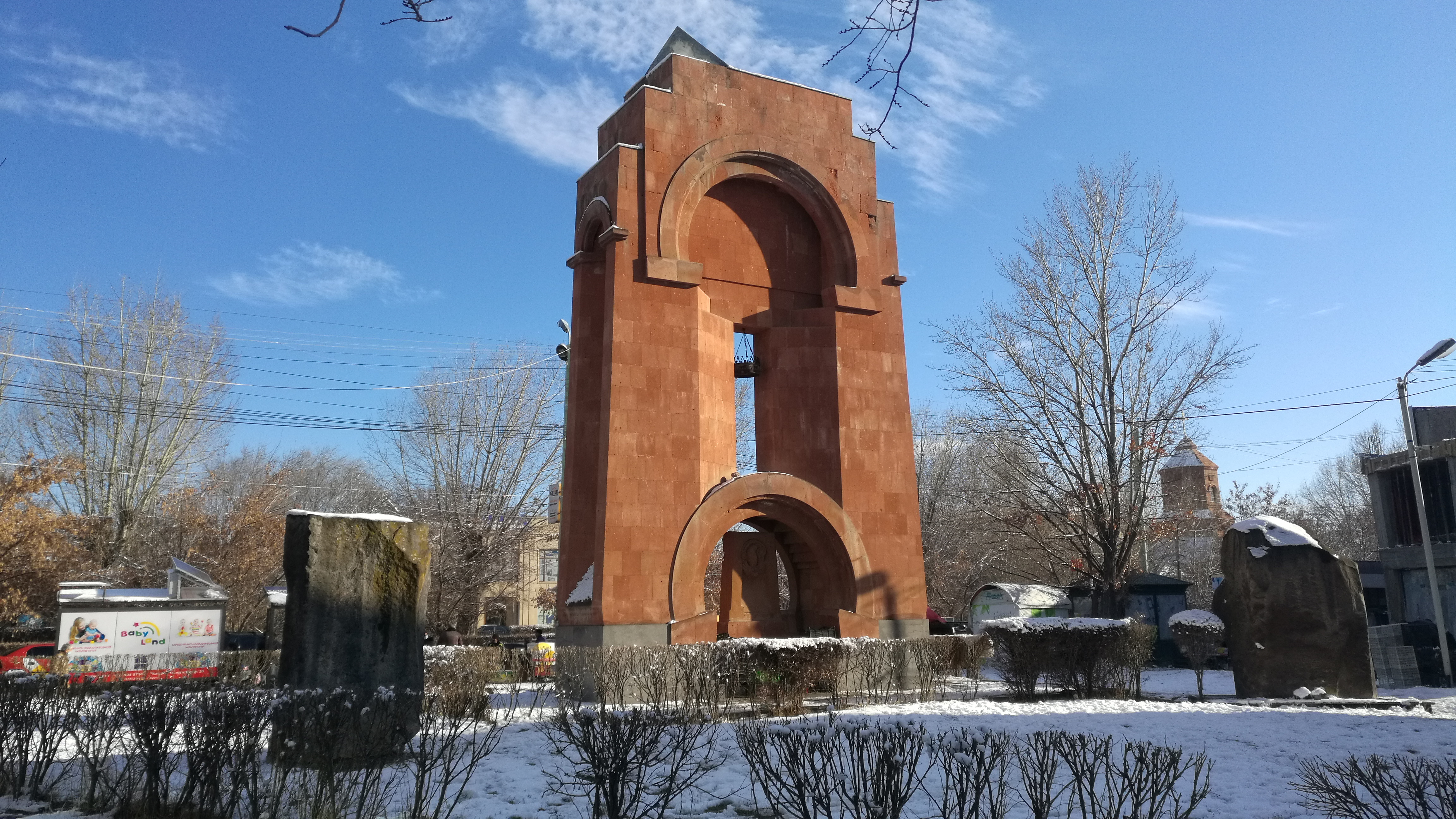
Мемориальный комплекс в Гюмри
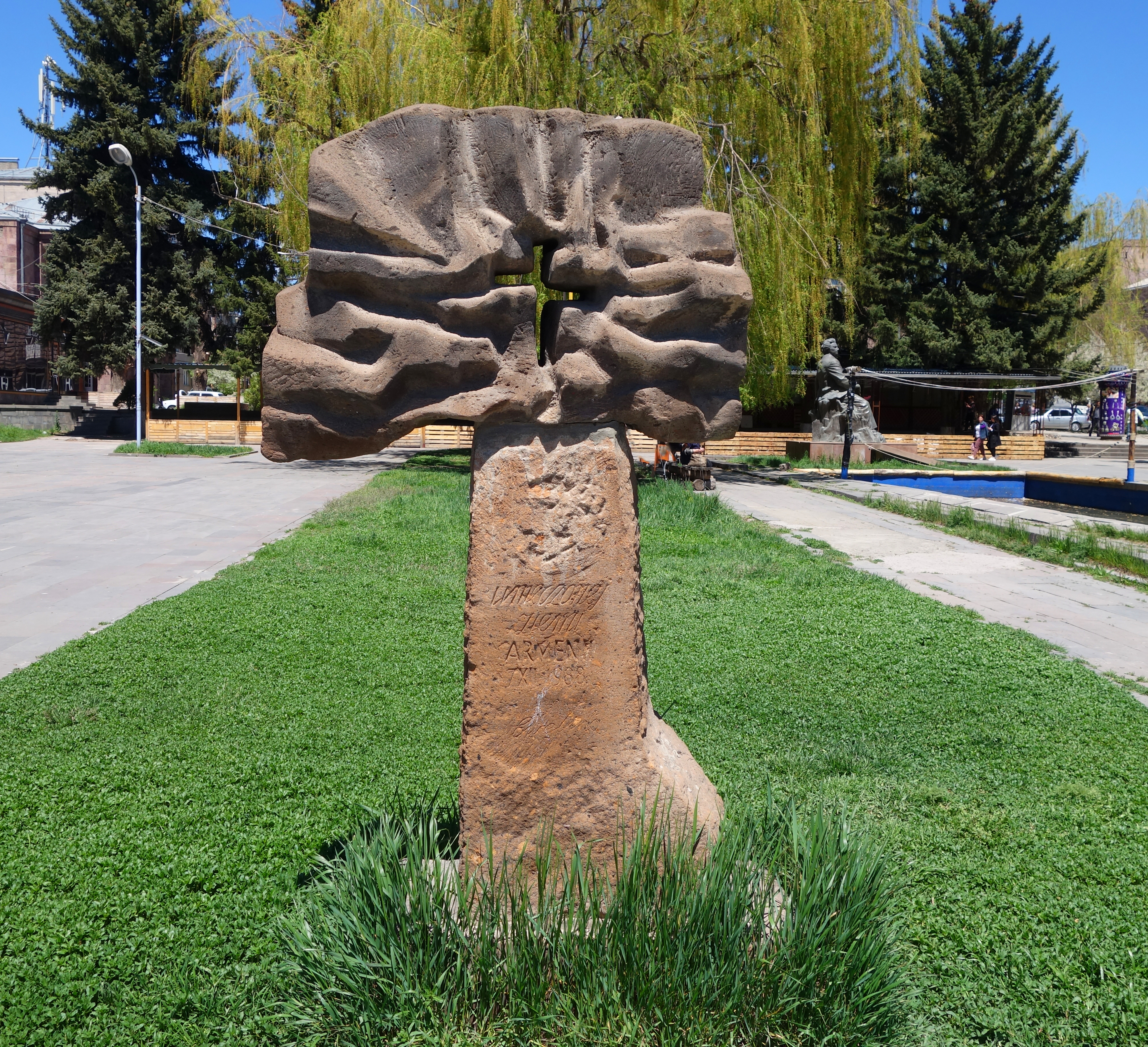
Мемориал в Гюмри
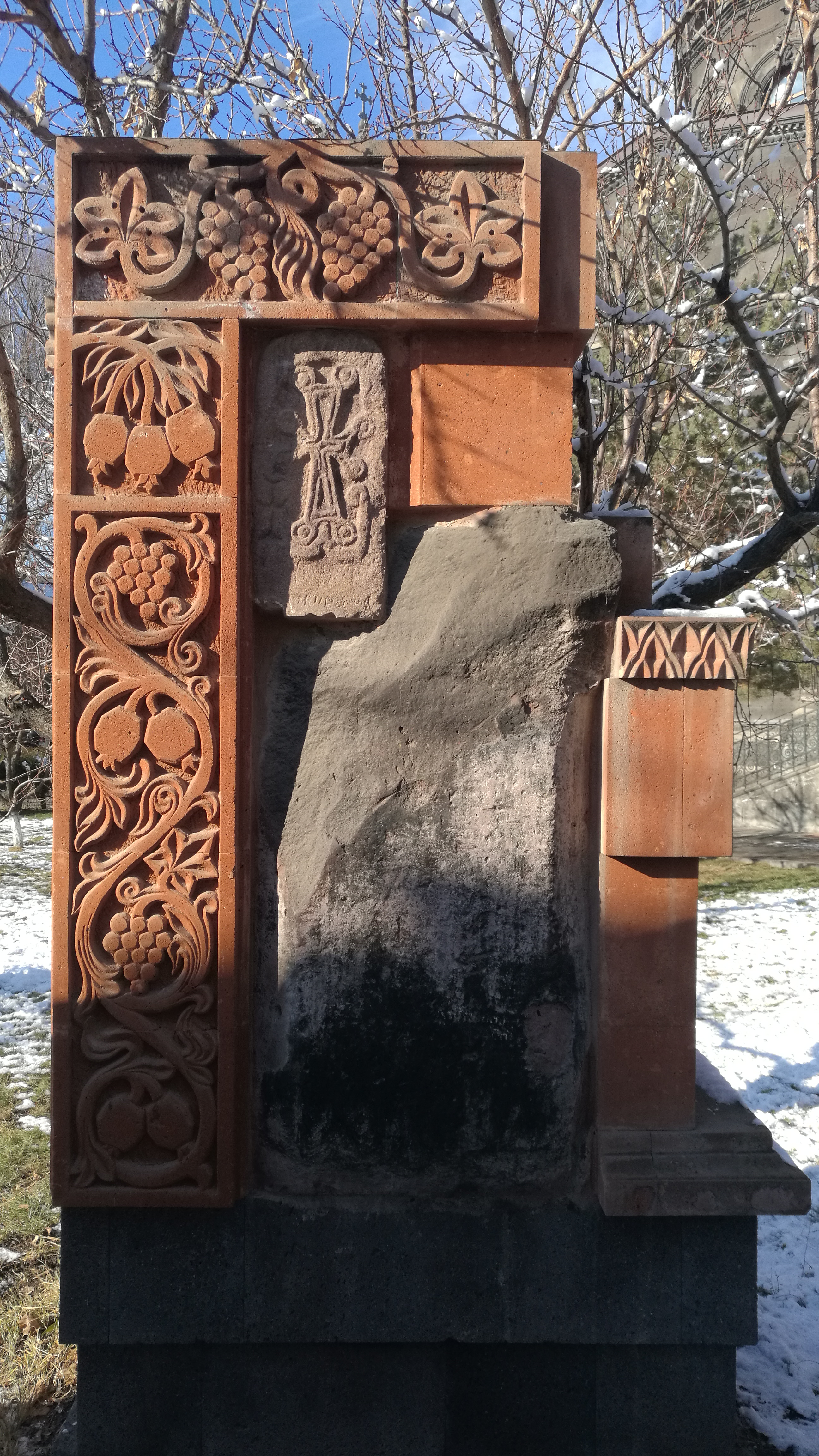
Хачкар в Гюмри
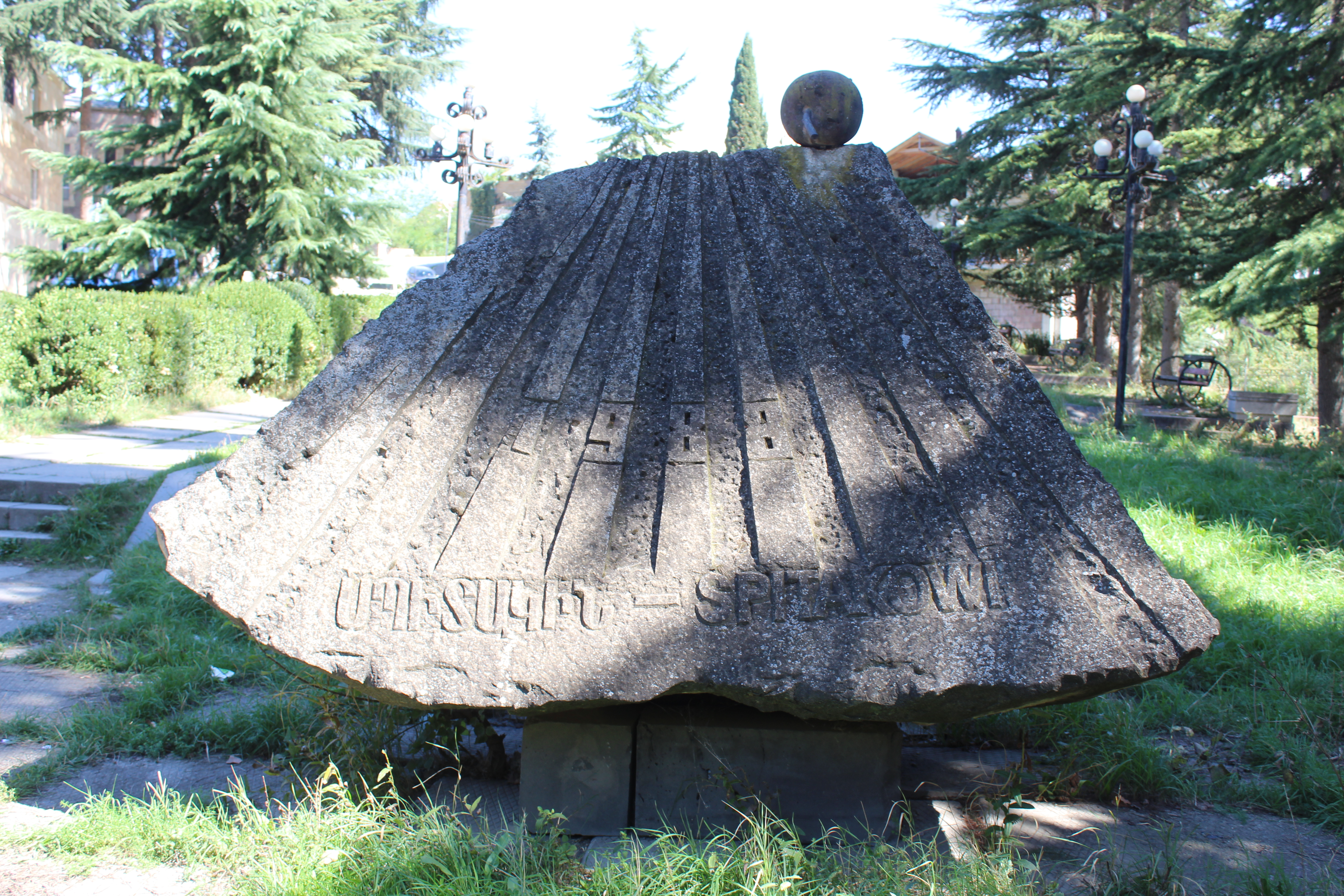
Мемориал в Иджеване
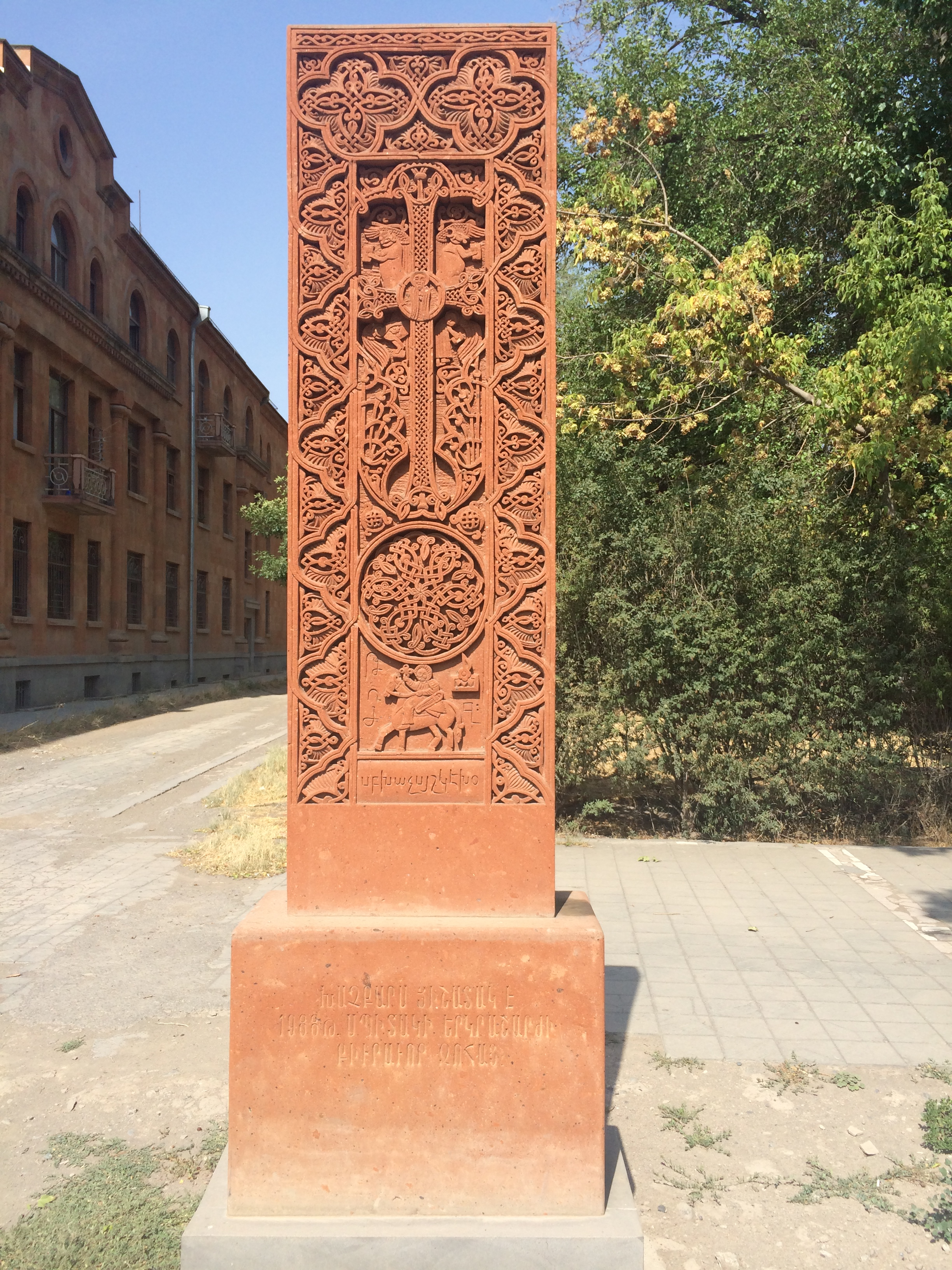
Хачкар на территории Эчмиадзинского монастыря
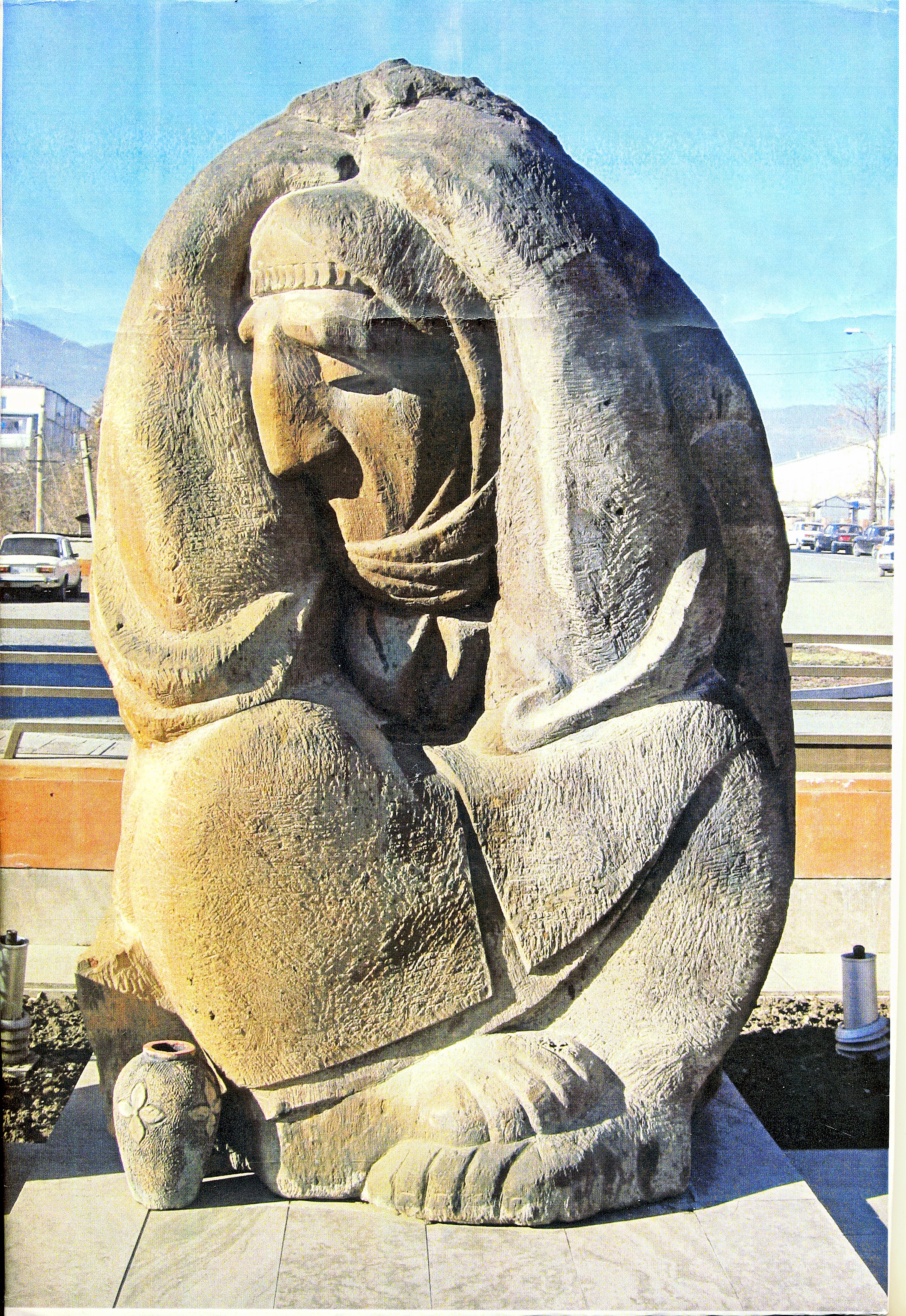
Мемориал в Степанакерте
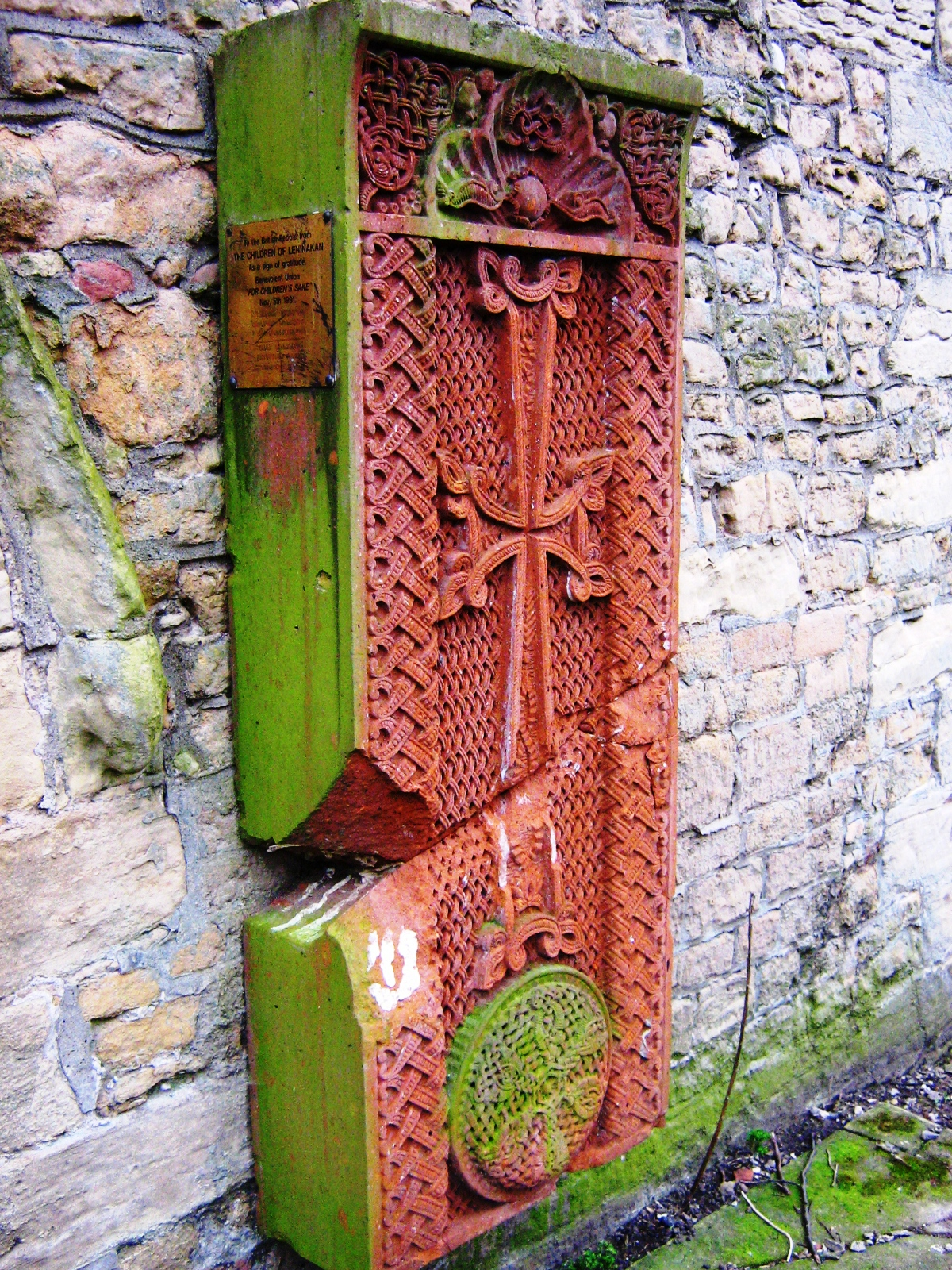
Хачкар, графство Ноттингемшир, Великобритания
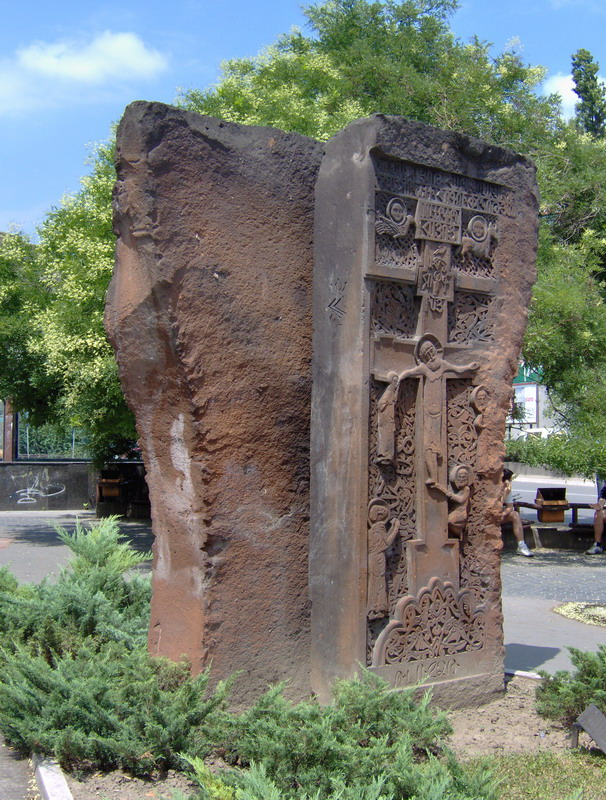
Хачкар, Нови-Сад, Сербия
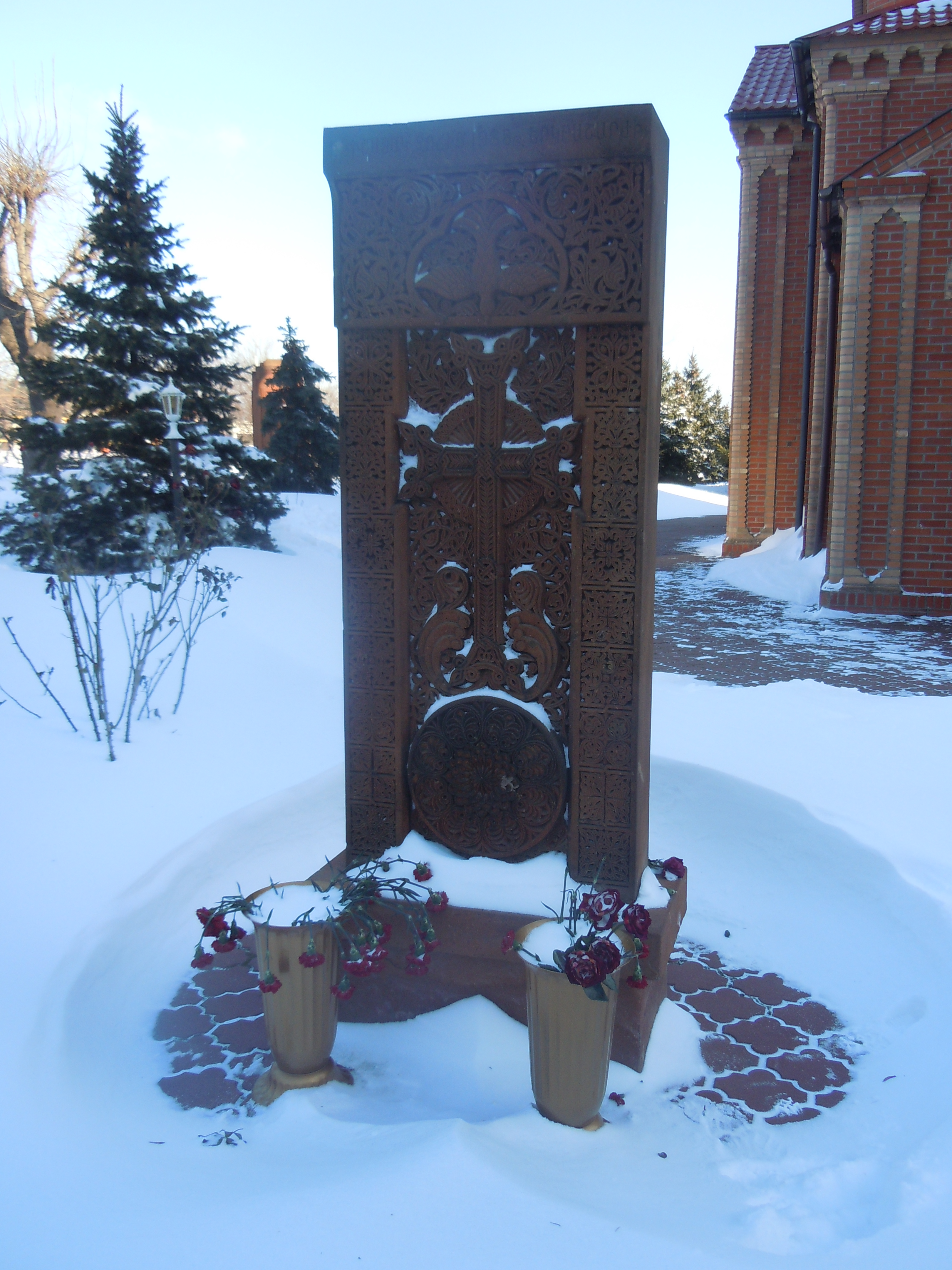
Хачкар в Одессе
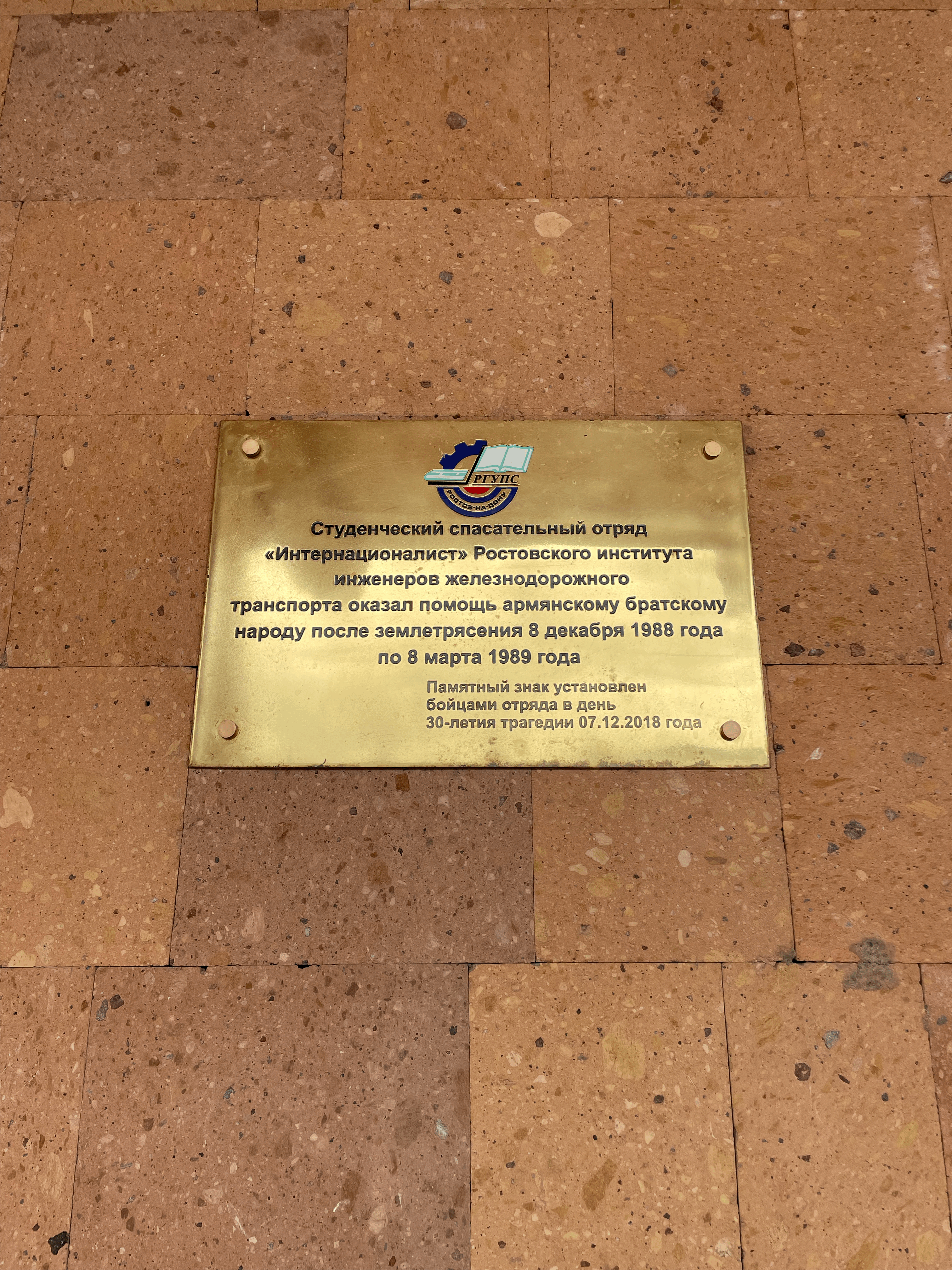
Памятный знак на железнодорожной станции Гюмри
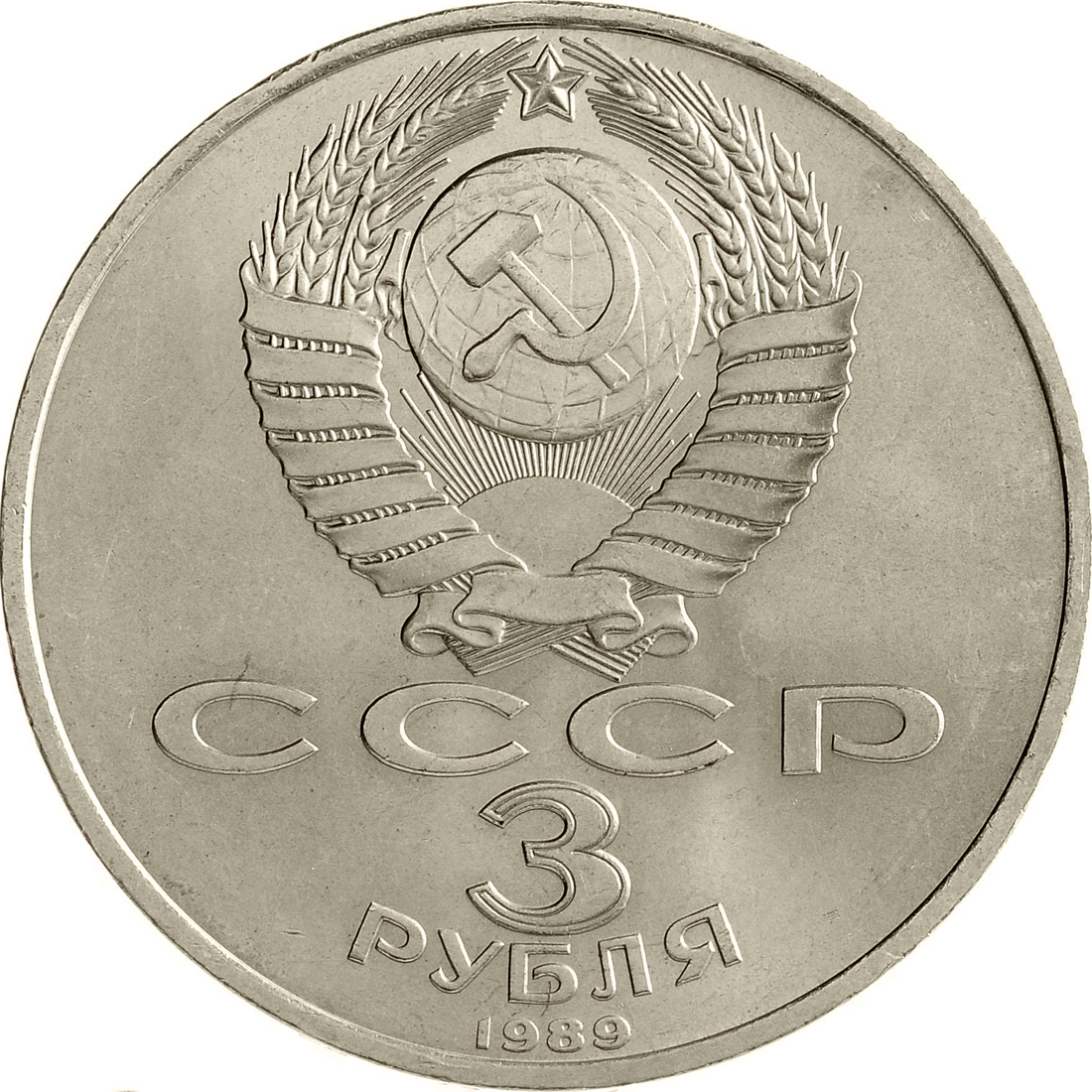
Памятная монета СССР
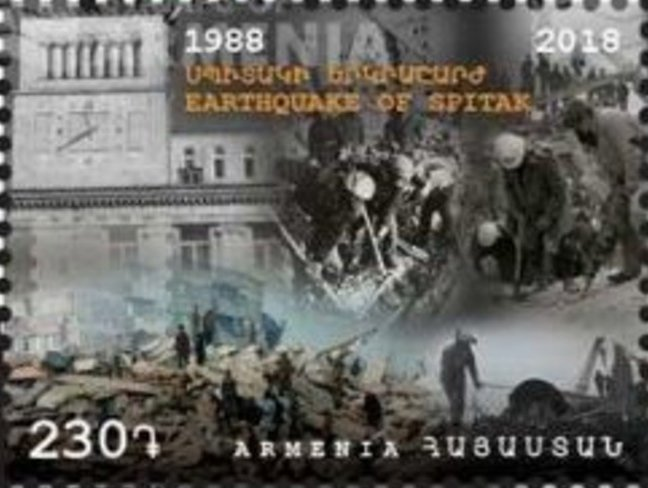
30 лет Спитакскому землетрясению, Почта Армении, 2018
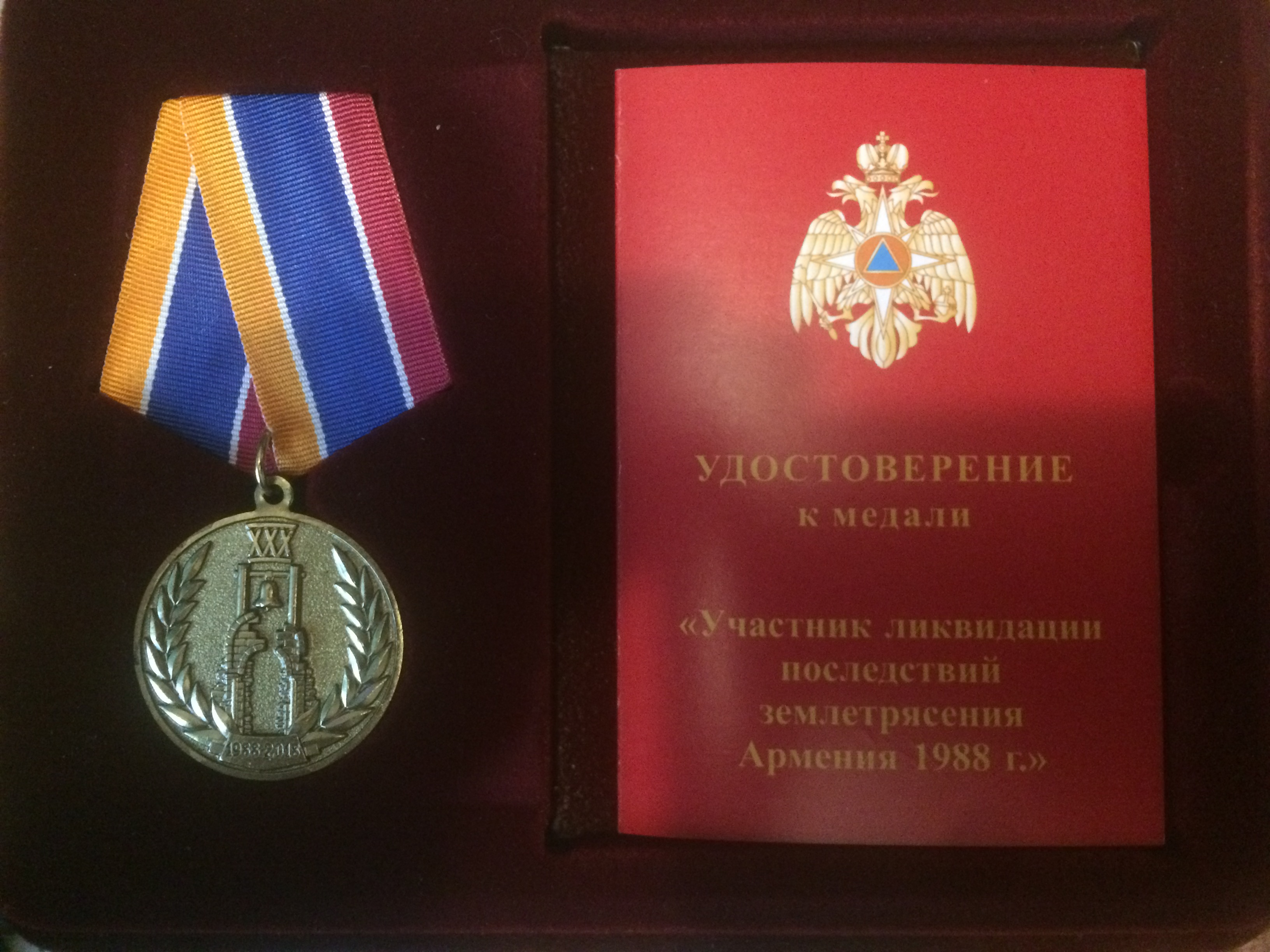
Памятная медаль в честь 30-летия, 2018 год
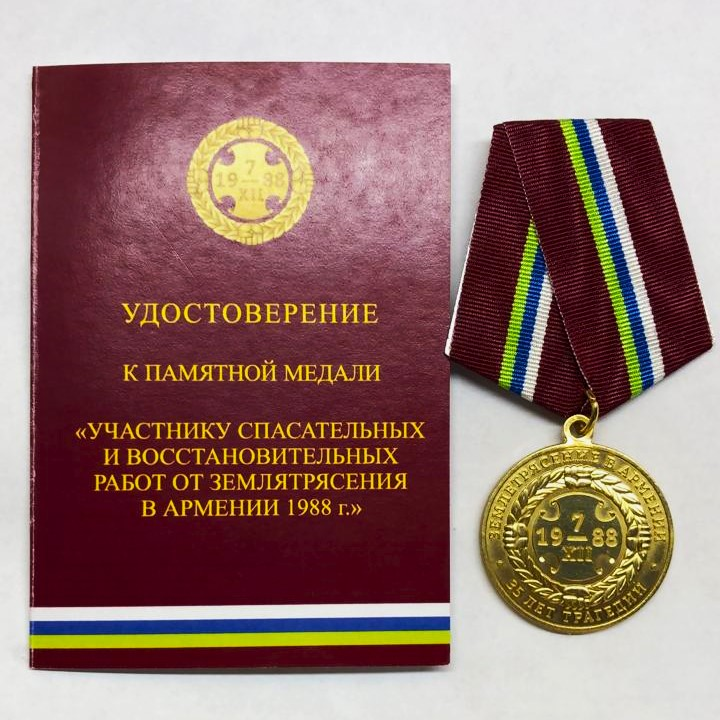
Памятная медаль в честь о 35-летия со дня землетрясения, 2023 год

### В кино
- «Армения: Семь дней ада» (1989) — документальный фильм ТО «Экран»[23].
- «Пушки на колокола» (1989) — документальный фильм режиссёра Олега Арцеулова[24].
- «Землетрясение» (1989) — документальный фильм режиссёра Владлена Трошкина, снятый на РЦСДФ, Москва[25].
- «Землетрясение» (2016) — художественный фильм режиссёра Сарика Андреасяна.
- «Спитак» (2018) — художественный фильм режиссёра Александра Котта.